# Huernia saudi-arabica
Huernia saudi-arabica är en oleanderväxtart som beskrevs av D. V . Field. Huernia saudi-arabica ingår i släktet Huernia och familjen oleanderväxter. Inga underarter finns listade i Catalogue of Life.